# Mesomys leniceps
Mesomys leniceps és una espècie de mamífer rosegador de la família de les rates espinoses. És endèmica de Yambrasbamba, als avantmunts andins del nord del Perú. El seu hàbitat natural són les selves nebuloses tropicals de montà. El seu entorn està amenaçat per l'activitat humana i és una de les zones més desforestades del Perú.